# Ljubov Jarovaja
Ljubov Jarovaja (russisk: Любовь Яровая) er en sovjetisk film fra 1953 instrueret af Jan Frid.
Filmen handler om den russiske borgerkrig og er baseret på et skuespil af samme navn fra 1926 skrevet af Konstantin Trenjov.

## Medvirkende
- Zinaida Karpova som Ljubov Jarovaja
- Igor Gorbatjov som Sjvandja
- Jelena Granovskaja som Jelena Ivanovna Gornostaeva
- Valentina Kibardina som Panova
- Aleksandr Mazajev som Jarovoj